# Raimund Marasigan
Raimund Emmanuel Marasigan y Parcon (22 de mayo de 1971) es un cantante y músico de rock y productor filipino. La amplitud de sus proyectos lo han hecho uno de los músicos más conocidos en los pilares de la escena rock de Filipinas. También desempeña en la guitarra, bajo, teclados y percusiones. La primera vez que alcanzó la fama fue cuando desempeñó su trabajo como baterista de la banda roquera Eraserheads, una de las bandas más populares de Filipinas en la década de 1990. Manejó los tambores y coros, y de vez en cuando trabajó comocomo vocalista. Trabajó junto a Marasigan Buendia en la realización de diversas canciones.

## Televisión
También fue la voz detrás del personaje de Taira Yoshiyuki, en la edición de Filipinas de BECK: Mongolian Chop Squad Hero. 
Después de algunas apariciones en diversos programas de TV como anfitrión,  fue uno de los invitados y parte del Studio 23 de Desayuno, Marasigan Myx en que fue elegido por ser el primer anfitrión y actual de Myx Tugtugan. Es también el "Maestro de Composición" de la cadena televisiva ABS-CBN del programa Pinoy Dream Academy.

## Filmografía
Run Run Barbi con (Eraserheads) (1995)

## Vida personal
En el plano personal estaba con Jeng Tan (el bajista de la banda The Pin-Up Girls) por un tiempo muy largo, mientras era parte integrante del grupo Sandwich y con la bajista Myrene de Imago, desde 2000-2008. Los dos actualmente están casados y tienen una hija llamada Atari Kim.

## Discografía

### Con Eraserheads
- UltraElectroMagneticPop! (1993)
- Circo (1994)
- Cutterpillow (1995)
- Fruitcake (1996)
- Pegatina Feliz (1997)
- NATIN'99 (1999)
- Stereoxide de carbono (2001)

- Datos: Q1650129
- Multimedia: Raimund Marasigan / Q1650129